# Micropanchax scheeli
Micropanchax scheeli är en fiskart som först beskrevs av Roman, 1971.  Micropanchax scheeli ingår i släktet Micropanchax och familjen Poeciliidae. IUCN kategoriserar arten globalt som livskraftig. Inga underarter finns listade i Catalogue of Life.